# Niwka (Puszczykowo)
Niwka – część miasta Puszczykowo, położona nad Wartą na południowy wschód od centrum Puszczykowa (Puszczykowa Nowego), w rejonie ulic Niwka Stara i Niepodległości. Dawniej samodzielna wieś. 

## Historia
Niwka posiadała dawniej status administracyjny gminy jednostkowej. 1 sierpnia 1934 weszła ona w skład nowo utworzonej zbiorowej gminy Mosina w powiecie śremskim w województwie poznańskim. 27 września 1934 utworzyła gromadę Niwka w gminie Mosina.
Po wojnie zachowała przynależność administracyjną. W związku z reformą administracyjną kraju jesienią 1954 weszła w skład nowo utworzonej gromady Puszczykowo w powiecie poznańskim. Gromadę Puszczykowo zniesiono 1 stycznia 1956 w związku z nadaniem jej statusu osiedla, przez co Niwka stała się integralną częścią Puszczykowa. Wraz z nadniem Puszczykowu praw miejskich 18 lipca 1962 Niwka stała się obszarem miejskim.